# Bačovka
Bačovka je vodní tok pramenící poblíž obce Ohaře, protékající obcí Velký Osek a vlévající se pravobřežně do Labe. Přítoky jsou pravobřežní Chrčická svodnice a Sánská Bačovka a levobřežní Sendražická svodnice. Tok protéká národní přírodní rezervací Libický luh a byl několikrát čištěn.